# ماريوس كارالمبوس
ماريوس كارالمبوس (باليونانية: Μάριος Χαραλάμπους)‏ هو لاعب كرة قدم قبرصي في مركز الدفاع، ولد في 18 يونيو 1969 في ليماسول في قبرص. شارك مع منتخب قبرص لكرة القدم. أما مع النوادي، فقد لعب مع أبولون ليماسول وأولمبياكوس نيقوسيا وأيل ليماسول ونادي كافالا.

## وصلات خارجية
- ماريوس كارالمبوس على موقع قاعدة بيانات كرة القدم.إي يو (الإنجليزية)
- ماريوس كارالمبوس على موقع ناشيونال فوتبول تيمز (الإنجليزية)
- ماريوس كارالمبوس على موقع اتحاد ألعاب الكومنولث (مؤرشف) (الإنجليزية)